# Wlange Keindé
Wlange Keindé Pinho Oliveira (Rio de Janeiro, 20 de novembro de 1997) é uma escritora e poetisa brasileira. Criou em 2014 o Ficçomos, canal no YouTube com foco em escrita e storytelling.

## Biografia
Nascida no Rio de Janeiro, é bacharel em Ciências Sociais pela Universidade Federal Fluminense. Cursou ainda pós-graduação em Roteiro Cinematográfico pela Escola de Cinema Darcy Ribeiro, e mestrado em Teoria da literatura e Literatura comparada pela Universidade do Estado do Rio de Janeiro.
Finalista em mais de 17 concursos literários, em 2018 venceu o Prêmio Wattys, da plataforma Wattpad, com seu primeiro romance, Ao nosso herói, um tiro no peito.

## Obras

### Não-ficção
- A criação do escritor: processos de caracterização de identidade do autor brasileiro contemporâneo (2019)

### Ficção
- Ao nosso herói, um tiro no peito (2018) - Vencedor do Prêmio Wattys do Wattpad
- Elas: na outra face da fantasia (2019)
- Você por aqui? (2020)
- O Abraço Morno dos Muros (2025)